# دی‌فارست کلی
دی‌فارست کلی (انگلیسی: DeForest Kelley; ۲۰ ژانویهٔ ۱۹۲۰ – ۱۱ ژوئن ۱۹۹۹) یک هنرپیشه اهل ایالات متحده آمریکا بود. وی بین سال‌های ۱۹۴۷ تا ۱۹۹۸ میلادی فعالیت می‌کرد.

## گزیدهٔ آثار
- توستر کوچولوی شجاع به مریخ می‌رود (۱۹۹۸)
- پیشتازان فضا: فیلم (۱۹۷۹)
- پیشتازان فضا (۱۹۶۹–۱۹۶۶)
- جدال در اوکی کرال (۱۹۵۷)
- شهرستان رینتری (۱۹۵۷)